# Бурен-Бай-Хаакский сумон
Бурен-Бай-Хаакский сумон — административно-территориальная единица (сумон) и муниципальное образование со статусом сельского поселения в Каа-Хемском кожууне Тывы Российской Федерации.
Административный центр — село Бурен-Бай-Хаак.

## Население
| 2017 | 2018  |
| ---- | ----- |
| 1192 | ↘1186 |

## Состав сумона
| № | Населённый пункт | Тип населённого пункта       | Население |
| - | ---------------- | ---------------------------- | --------- |
| 1 | Авыйган          | посёлок                      |           |
| 2 | Бурен-Бай-Хаак   | село, административный центр |           |